# Парк культуры (станция метро, Сокольническая линия)
«Парк культу́ры» (также «Парк культу́ры»-радиальная) — станция Московского метрополитена на Сокольнической линии. Связана пересадкой с одноимённой станцией на Кольцевой линии. Расположена в районе Хамовники Центрального административного района Москвы; названа по Центральному парку культуры и отдыха имени Горького. Открыта 15 мая 1935 года в составе первого участка Московского метрополитена. Колонная трёхпролётная станция мелкого заложения с одной островной платформой.

## История и происхождение названия
Станция открыта 15 мая 1935 года в составе первого пускового участка Московского метрополитена из 13 станций — «Сокольники» — «Парк культуры» с ответвлением «Охотный Ряд» — «Смоленская».
Своё название получила по Центральному парку культуры и отдыха имени Горького (Сам парк культуры находится на противоположном берегу Москвы-реки). Хотя сейчас ближайшей от входа в парк станцией является «Октябрьская-кольцевая», в год открытия метрополитена именно «Парк культуры» была ближайшей станцией к парку. До начала 1960-х годов название станции часто обозначалось на схемах полностью, как «ЦПКиО имени Горького», впоследствии станция стала именоваться просто «Парк культуры», хотя официально никогда не переименовывалась.
Одна из трёх первых конечных станций в истории Московского метрополитена (наряду со станциями «Сокольники» и «Смоленская»).
Проектные названия станции — «Крымская» и «Крымская площадь» — связаны с запланированной в Генеральном плане реконструкции Москвы прокладкой новой магистрали — «Восточного луча», идущего от Дворца Советов по линии Остоженки к юго-западным окраинам города и образующего на пересечении с Садовым кольцом большую площадь с рабочим названием Крымская. На рекламных фотографиях станции 1935 года указано название «Крымская площадь». В адресно-справочной книге «Вся Москва» 1936 года станция всё ещё именуется «Крымской площадью» и даже «Площадью Покровского», поскольку так называлась близлежащая часть Зубовского бульвара.

Фрагмент раздела адресно-справочного издания «Вся Москва» 1936 г., информирующего о движении транспорта в столице.

Изначально со станции было намечено четыре выхода — по всем углам перекрёстка Восточного луча с Садовым кольцом, однако к пуску первой линии выстроили лишь два павильона на диагональных углах.
В 1991 году станцию предлагали переименовать в «Остоженку»

## Вестибюли и пересадки
Имеется два наземных вестибюля. Через северный (архитекторы Н. Я. Колли и С. Г. Андриевский) можно выйти на улицу Остоженку, через южный (общий с одноимённой станцией Кольцевой линии) — на Комсомольский проспект и Зубовский бульвар. 
Интересно, что мозаичное панно с изображением Максима Горького в северном вестибюле было создано гораздо позже, в 1966-1968 годах. Его автор Лев Михайлович Рябов.
Не сохранившийся до наших дней южный вестибюль работы Г. Т. Крутикова и В. С. Попова был перестроен в 1949 году, в его отделке были использованы белый и серый мрамор, полированный дуб. Павильон был выдержан в едином стиле с подземным залом, оформленным теми же архитекторами. На его месте построен общий вестибюль со станцией «Парк культуры» Кольцевой линии, через который на неё можно совершить пересадку.
| - Северный вестибюль. 2016 год - Несохранившийся южный вестибюль. Фотография примерно между 1935 и 1939 гг. На месте этого здания в 1950 году был построен объединённый вестибюль для станций Сокольнической и Кольцевой линий (об убранстве вестибюля см. соответствующую статью) |

## Техническая характеристика
Конструкция станции — колонная трёхпролётная мелкого заложения (глубина заложения — 10,5 метра). На станции два ряда по 23 колонны с шагом 7 метров.
За станцией расположены оборотные тупики, используемые для технического обслуживания и ночного отстоя поездов.

## Оформление
Оформление зала выполнено по проекту архитекторов Г. Т. Крутикова и В. С. Попова по конструктивной схеме, заданной проектом Н. А. Быковой и И. Г. Таранова на станции «Сокольники» — главное отличие состояло в отделке, которая была осуществлена более «тёплыми» по оттенку материалами.
Квадратные в сечении колонны покрыты крымским жёлто-коричневым мраморовидным известняком. Пол выложен чёрным гранитом (изначально покрытие было асфальтовым). Путевые стены облицованы белой керамической плиткой. В отделке использованы также белый и серый мрамор, красная метлахская плитка. Станция освещается люминесцентными лампами, расположенными по центру зала (до 1960-х годов на месте нынешних светильников были оригинальные люстры, а над путями располагались полукруглые светильники, которые исчезли вместе с люстрами).
| - Станция в 1935 году. Освещение производилось полусферическими светильниками, покрытие пола — асфальт - Зал станции - Посадочная платформа |

## Наземный общественный транспорт
На этой станции можно пересесть на следующие маршруты городского пассажирского транспорта:
- Автобусы: м5, 138, 379, с910, Б

## Станция в цифрах
- Код станции — 013.
- В марте 2002 года пассажиропоток составлял: по входу — 9,3 тысячи человек, по выходу — 10 тысяч человек в сутки[7].
- Время открытия южного вестибюля для входа пассажиров — 5 часов 35 минут, северного — 6 часов 30 минут; время закрытия южного вестибюля в 1 час ночи, северного в 22 часа 30 минут[8].
- Таблица времени прохождения первого поезда через станцию[9]:

| По чётным числам                  | Будние дни | Выходные дни |
| По нечётным числам                | Будние дни | Выходные дни |
| В сторону станции «Кропоткинская» | 05:52:00   | 05:52:00     |
| В сторону станции «Кропоткинская» | 05:52:00   | 05:52:00     |
| В сторону станции «Фрунзенская»   | 05:46:00   | 05:46:00     |
| В сторону станции «Фрунзенская»   | 05:46:00   | 05:46:00     |

## Террористический акт 2010 года
29 марта 2010 года в 8:39 на станции был осуществлён террористический акт, в результате которого погибли 12 человек. Позднее стало известно, что он был осуществлён при участии террористки-смертницы.